# Parablennius sanguinolentus
Parablennius sanguinolentus (noto in italiano come bavosa sanguigna) è un pesce marino della famiglia dei Blenniidae.

## Habitat e distribuzione
È diffuso nel Mar Mediterraneo, soprattutto nel bacino occidentale, nel mar Nero) e nell'Oceano Atlantico orientale dal Golfo di Guascogna al Marocco. 
Comune nei mari d'Italia.

Vive a profondità raramente superiori al metro, in zone rocciose riparate.

## Descrizione
Specie con tentacoli sopraorbitali molto brevi, palmati ed a forma di ventaglio. La forma generale del corpo ricorda la bavosa ruggine ma ha testa meno massiccia.

Agevolmente riconoscibile per la livrea beige (variabile) costantemente macchiettata di punti neri o scuri e per le linee radiali che si dipartono dall'occhio in basso.

Può raggiungere 20 cm di lunghezza (recenti studi svolti nel mediterraneo hanno evidenziato la presenza di esemplari di maggiori dimensioni, anche 30 cm, ma si tratta di casi molto rari che riguardano gli esemplari di sesso femminile).

## Alimentazione
Questa specie si ciba quasi esclusivamente di alghe.

## Riproduzione
Le uova vengono deposte all'inizio dell'estate in una fessura e vengono poi guardate dal maschio.

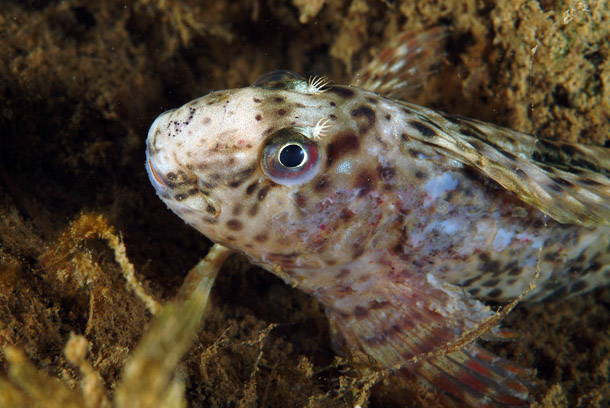